# Care Bears Movie II: A New Generation
Care Bears Movie II: A New Generation (Los ositos cariñositos II: una nueva generación en Hispanoamérica; Los osos amorosos II: La película en España) es una película animada, hecha por Nelvana de Canadá y fue estrenada por Columbia Pictures el 21 de marzo de 1986. Siguiendo la primera película de Care Bears de 1985, cuenta la historia de los orígenes del "Kingdom of Caring", y de la primera misión de la familia de cariñositos, que tiene lugar en un campamento de verano.
La película ganó $8,5 millones de dólares durante su estreno en los EE. UU. Una tercera y final película, Los ositos cariñositos en el país de las maravillas, se estrenó al siguiente año.
Una nueva generación es una precuela a la serie de televisión de ABC y Nelvana.

## Sinopsis
En esta segunda entrega, la Estrella de los Deseos ayuda a Sincerosita y a Caballo Corazón Noble a comenzar el reino, al cual los dos tratan de lo salvar de un villano demonio que se llama Corazón Negro. El villano, como humano, da a una acampadora (llamada Kristy) la oportunidad de hacer lo que ella nunca pudo, las volteretas laterales. A cambio, guardará a los Cariñositos para siempre en una mágica bolsa roja, y los encarcelará en un sitio secreto en el campo.
Los dos amigos de Kristy, Dawn y John, se unen con los Cariñositos y sus Primos para terminar los hechos malos de su villano.

## Trama de la película
A bordo de su barco, un oso de color amarillo y una mirada a caballo púrpura después de cachorros huérfanos conocidos como los Cachorros de Cuidado y los primos cachorros. En el camino, una serpiente de mar de color rojo - una de las muchas formas de corazón oscuro - les amenaza con un espíritu maligno. Escapan siguiendo un arco iris hasta el cielo, mientras que el barco se transforma en el Clipper Cloud. Allí, la gran estrella de los deseos le da al grupo su "panza" símbolos, imágenes que indican la función de cada criatura o de la especialidad. Caballo Corazón Noble y Sincerosita, ya que los personajes se llaman, se convierten en los fundadores del Reino de los Cuidados, una tierra que comprende Care-A-Lot y el Bosque de los sentimientos.
Para la misión de los Bears Cuidado en primer lugar, verdadero corazón y del corazón de conejo polizón Swift (uno de los primos) viaja a la Tierra y visita un campamento de verano. Allí, se reúnen tres de sus participantes: una chica llamada Kristy, y sus amigos Dawn y John. Un muchacho fanfarrón apodado el "Niño Odioso" Siempre les vence en las competiciones, y los debe asignar a la basura. Kristy no está satisfecha en esta situación, y ella y sus amigos huyen, sólo para perderse en el bosque. Sincerosita pronto se encuentra con Dawn y John, y los lleva al Reino de los Cuidados. Después de su llegada, los niños escuchan una doblan las campanas desde el medidor de Cuidado, que cuenta la lleva la cantidad de cuidado que está ocurriendo en la Tierra. Sincerosita les dijo que cuide a los Cachorros, antes de que salgan a buscar Corazón Negro y Kristy.
Mientras tanto, en el bosque, Kristy se reúne con Corazón Negro (como un niño) por primera vez, y le pide que la convierta en la nueva campeona de campamento. Él le concede ese deseo, diciéndole que ella debe pagarle con un favor, y se dirige mientras ella se reúne con sus amigos. Conscientes del potencial de Corazón Negro, Caballo Corazón Noble y Sincerosita movieron a los Cachorros de oso al Care-a-Lot, y los Cachorros primos del Bosque de los sentimientos. Ambos conjuntos de crecer rápidamente hasta convertirse en el Bear Family Care.
Más tarde, mientras que los Osos de preparar una fiesta para los fundadores del Reino, entra en Corazón Negro Care-A-Lot en el disfraz para que pueda captar toda la familia. Un grupo de Amigos de estrellas, los asistentes a los Osos y Gran estrella de los deseos, le ahuyenta, sino que luego se transforma en una nube de color rojo furioso. Los Osos luz disparar contra él desde el vientre, formando su "mirada fija oso del cuidado", los primos también ayudar por medio de su llamada. Después, Caballo Corazón Noble y Sincerosita deciden buscar para él, y dejar a los Osos de manejar las misiones por sí mismos.
Durante su patrulla, Wish puntos Oso Kristy varados en una canoa en un lago; los otros osos y sus primos se establecen para rescatarla. Corazón Negro dispara relámpagos antes que el resto del equipo, y recoge muchos de ellos con su bolsa mágica, el favor que quería Kristy hacer todo el tiempo. Los pocos miembros de la familia a la mano de determinar que se ha asociado con él. Esto lleva a Tiernosito a celebrar una conferencia en el Salón de Corazones, amigo, el oso de secreto y amigos de Kristy tarde unirse a ellos.
La influencia de Corazón Negro hace que los otros niños para destruir el campamento de esa noche. Los Osos y la búsqueda de primos de los miembros de la familia, antes de que aprisiona corazón oscuro ellos-por primera vez en jaulas, a continuación, dentro de rubíes grandes que cuelgan de una lámpara de araña. Mientras tanto, Dawn y John le dicen a Kristy de su convicción de rescatar a la familia del villano. Kristy confiesa sus sentimientos de culpa, que ella finalmente lo devuelve al admitir lo que ha hecho. Después de esto, su trato con Corazón Negro ha terminado.
Caballo Corazón Noble, Sincerosita, Dawn y John entrar en la guarida de Corazón Negro, en medio de su acción inminente, Kristy le pregunta a liberar a los demás. Aunque Caballo Corazón Noble y Sincerosita promulgan su mirada fija, el relámpago de su nube ataca a Kristy. Con la poca energía que queda en ella, se derrumba la araña con una canica. Los miembros de la familia, en fin, libres de los rubíes, ayudan a Caballo Corazón Noble y Sincerosita.
Al ver a Kristy muerta, Corazón Negro se convierte en remordimiento por sus acciones. Le pide a los ositos cariñosos para traerla de vuelta a la vida, pero lamenta que su amabilidad no es aún suficiente. Así que, Dawn, John y los demás ositos cantan "La deseamos!", suficientes veces como para traerla de vuelta a la vida. Poco después, el grupo rápidamente sale de la cueva, ya que se transforma en una letrina.
Corazón Negro se convierte en un niño de verdad, y todo el mundo contento está. Después de un baño en el lago, los campistas dicen adiós a los osos y los Primos, el ex-Corazón Negro promete ser una mejor persona en el campamento. La película termina con un mensaje de su narrador, la Estrella de los Deseos, y los flashbacks de la infancia el cuidado de la familia del oso.

## Reparto
| Personaje                         | Actor (inglés)       | Actor (español)                                                             |
| --------------------------------- | -------------------- | --------------------------------------------------------------------------- |
| SinCeRosita                       | Maxine Miller        | Rocío Garcel                                                                |
| Caballo Corazón Noble             | Pam Hyatt            | Maru Guzmán                                                                 |
| Corazón Negro                     | Hadley Kay           | Francisco Colmenero (demonio)1 Raúl Aldana (humanio)1 Luis Alfonso Mendoza2 |
| Estrella de los Deseos / Narrador | Chris Wiggins        | Arturo Mercado1 Jorge Roig2                                                 |
| Oso Armonía                       | Patricia Black       | Rommy Mendoza3                                                              |
| Deseosito                         | Janet-Laine Green    | ?                                                                           |
| Mapache Corazón Luminoso          | Jim Henshaw          | ?                                                                           |
| Alegrosita                        | Melleny Brown        | ?                                                                           |
| Gruñosito                         | Bob Dermer           | Arturo Mercado                                                              |
| Niño Odioso                       | Sunny Besen Thrasher | Ana María Grey                                                              |
| John                              | Michael Fantini      | Diana Santos1 Yamil Atala2                                                  |
| Kristy                            | Cree Summer          | Romy Mendoza1 Diana Santos2                                                 |
| Dawn                              | Alyson Court         | Romy Mendoza3                                                               |
| León Corazón Valiente             | Dan Hennessey        | Carlos Segundo Bravo2                                                       |
| Harmony Bear                      | Nonnie Griffin       | ?                                                                           |
| Tiernosito                        | Billie Mae Richards  | Gabriela Willert                                                            |
| Amigosito                         | Eva Almos            | ?                                                                           |
| Mono Corazón Travieso             | Marla Lukofsky       | ?                                                                           |
| Sueñosito                         | Gloria Figura        | ?                                                                           |
| Generosita                        | Patricia Black       | ?                                                                           |

1 Versión original

2 Nueva versión doblaba

3 Versión en español de Latinoamérica.